# Макферсон, Джеймс Манро
Джеймс Манро Макферсон (англ. James (Jim) Munro (M.) McPherson; Пустой шаблон {{ВД-Преамбула}} ) — американский историк, специалист по Гражданской войне в США. Доктор философии (1963), именной эмерит-профессор Принстона, где преподает с 1962 года. Лауреат Пулитцеровской премии (1989) — за свою самую известную книгу Battle Cry of Freedom (book). Являлся президентом Американской исторической ассоциации и Общества американских историков.
Родился в Северной Дакоте и вырос в Миннесоте.
Окончил Gustavus Adolphus College (бакалавр искусств magna cum laude, 1958); Phi Beta Kappa. Степень доктора философии получил в Университете Джонса Хопкинса, с высшим отличием, учился у C. Vann Woodward, тогда же увлекся Гражданской войной. Год спустя после получения докторской степени, в 1964 году его диссертация была опубликована под названием The Struggle for Equality: Abolitionists and the Negro in the Civil War and Reconstruction. Лектор имени Готтшалка (2008).
Работы в основном посвящены Гражданской войне в США и периоду Реконструкции. Автор многих книг. Его Battle Cry of Freedom разошлась тиражом более шестисот тысяч экземпляров.
Женат, есть дочь. Проживает в Нью-Джерси.